# Tarachodes aestuans
Tarachodes aestuans är en bönsyrseart som beskrevs av Henri Saussure 1895. Tarachodes aestuans ingår i släktet Tarachodes och familjen Tarachodidae.

## Underarter
Arten delas in i följande underarter:
- T. a. orientalis
- T. a. aestuans